# Sballati per le feste!
Sballati per le feste! (The Night Before) è un film del 2015 diretta da Jonathan Levine.
Film commedia natalizio di produzione statunitense.

## Trama
Ethan ha perso entrambi i genitori in un tragico incidente quando era ancora un ragazzo. Da allora, i suoi migliori amici Isaac e Chris hanno deciso di trascorrere con lui ogni vigilia di Natale, per aiutarlo a superare la solitudine. Nel corso degli anni, la loro tradizione è diventata una serata all’insegna del divertimento sfrenato, in cui si concedono ogni tipo di eccesso tra alcol, droga e avventure bizzarre. Tuttavia, ora che i tre hanno superato la trentina, le loro vite stanno prendendo direzioni diverse: Isaac sta per diventare padre e Chris, un giocatore di football professionista, è sempre più concentrato sulla sua carriera. Entrambi sanno che è arrivato il momento di chiudere con questa routine e affrontare la vita adulta, ma Ethan, ancora legato al passato, fatica ad accettarlo.
Questa vigilia di Natale segna quindi l’ultima notte della loro tradizione e i tre amici vogliono renderla indimenticabile. Ethan sorprende il gruppo con qualcosa di speciale: è finalmente riuscito a procurarsi i leggendari biglietti per la festa più esclusiva della città di New York, il mitico "Ballo dello Schiaccianoci", un evento di cui hanno sempre sentito parlare ma che non erano mai riusciti a raggiungere. Euforici, si lanciano in un’ultima notte di follie, attraversando New York tra club, karaoke, incontri surreali e l’immancabile droga fornita dal misterioso e mistico Mr. Green. Durante la serata, emergono tensioni latenti tra i tre amici. Isaac, completamente sballato a causa di un mix di sostanze che gli ha regalato la moglie Betsy, affronta in preda al delirio le sue paure sulla paternità. Chris, ossessionato dalla fama e dall’approvazione degli altri, viene messo di fronte alle sue insicurezze, mentre Ethan deve fare i conti con il proprio rifiuto di crescere, un atteggiamento che lo ha portato a perdere Diana, la sua fidanzata. Tra incomprensioni, litigi e momenti esilaranti, i tre amici si trovano costretti a riflettere su ciò che conta davvero nella loro amicizia e nelle loro vite. La serata li porterà a confrontarsi con il passato, il presente e il futuro, in un percorso che cambierà per sempre il loro legame e le loro prospettive.